# John E. Willis
John Edwin Willis (* 6. Februar 1901 in Baltimore; † 1979) war ein US-amerikanischer Astronom und Entdecker eines Asteroiden.

## Leben
John E. Willis studierte an der Syracuse University (1919) und der George Washington University (1923). Ab 1920 war er am United States Naval Observatory tätig.
Das Willis Pendulum Astrolabe, das 1946 errichtet wurde, ist nach Willis benannt, der das Gerät 1942 in Zusammenarbeit mit dem United States Naval Observatory entwickelte.

## Entdeckungen
| Asteroid        | Asteroidentyp                              | Entdeckungsdatum   | Provisorische Bezeichnung(en)                             |
| --------------- | ------------------------------------------ | ------------------ | --------------------------------------------------------- |
| (1745) Ferguson | Äußerer Asteroidengürtel (Koronis-Familie) | 17. September 1945 | 1941 SY1; 1951 WN1; 1954 LA; 1955 QC1; 1965 UT1; 9584 P-L |

## Werke (Auswahl)
- John E. Willis: Bulletins on Astronomical Practice. 1930 (englisch, eingeschränkte Vorschau in der Google-Buchsuche).
- Harvard University: author:„Willis, John E.“ Suche. In: ui.adsabs.harvard.edu. Harvard University, S. 3, abgerufen am 1. November 2020 (englisch, Werke von John E. Willis auf der Website der Harvard University).